# Phraortes (koning)
Phraortes was de zoon en opvolger van Deioces. Phraortes was de tweede sjah van de Meden. Hij is nog alleen bekend van Herodotus' Historiën. Hij stierf na een regering van 22 jaar (ca. 675 - ca. 653 v. Chr.) in de strijd tegen de Assyriërs.  
De naam Phraortes komt van het Oud-Perzische Fravartis of Frâda.
Herodotus schreef in zijn Historiën, Boek I, hoofdstuk 102, dat Phraortes niet tevreden was met de regio van de onder zijn vader verenigde stammen van de Meden en het land van de Perzen (en Parthen) binnenviel en ook andere provincies in Asia overwon. Hij stuitte daarbij op de 'heren' Assyriërs, die hun vazallen liever onder hún juk hielden. In die tijd waren Esarhaddon en na hem zijn zoon Assurbanipal (669 - 627 v. Chr.) de koningen van het Nieuw-Assyrische Rijk. Na een regeringsperiode van tweeëntwintig jaar werd Phraortes door Assurbanipal verslagen en gedood. 
Zijn zoon en opvolger Cyaxares zou zijn vader wreken en in 612 v. Chr. de Assyrische hoofdstad Ninive innemen, wat het einde van het Assyrische Rijk betekende. 